# Kawasaki Versys 1000
Kawasaki Versys 1000 to motocykl typu turystyczne enduro produkowany od 2012 roku przez firmę Kawasaki, wyposażony jest w czterocylindowy silnik o pojemności 1043cm³ pochodzący z Kawasaki Z1000. Jest to największy model z rodziny Versys, których nazwa stanowi połączenie słów versatile system (ang. - system wszechstronny).

## Kawasaki Versys 1000 2012-2019[3]

### Silnik
- Rodzaj silnika: rzędowy czterosuwowy
- Chłodzenie: cieczą
- Przekładnia wtórna: łańcuch
- Rozrząd: DOHC
- Mieszanka: wtrysk
- Emisja: Euro 3
- Wiercenie: 77mm
- Suw: 56mm
- Stopień sprężania: 10,3:1
- Pojemność skokowa: 1043cm³
- Liczba cylindrów: 4
- Liczba zaworów: 16

- Moment obrotowy: 102Nm przy 7700 obr./min
- Moc: 118 KM (86,8kW) przy 9000 obr./min

### Hamulce
- Hamulce przednie: podwójne tarczowe
- Średnica tarcz. hamulców przednich: 300mm
- Hamulce tylne: tarczowe
- Średnica tarcz. hamulców tylnych: 250mm
- ABS

### Rama i zawieszenie
- Typ ramy: rurkowa
- Materiał ramy: stop aluminiowy
- Kąt główki ramy: 27 stopni
- Wysokość siedzenia: 845mm
- Ślad: 107mm
- Rozstaw osi: 1520mm
- Skoki zawieszeń przód: 150mm
- Skoki zawieszeń tył: 150mm